# چرخشت

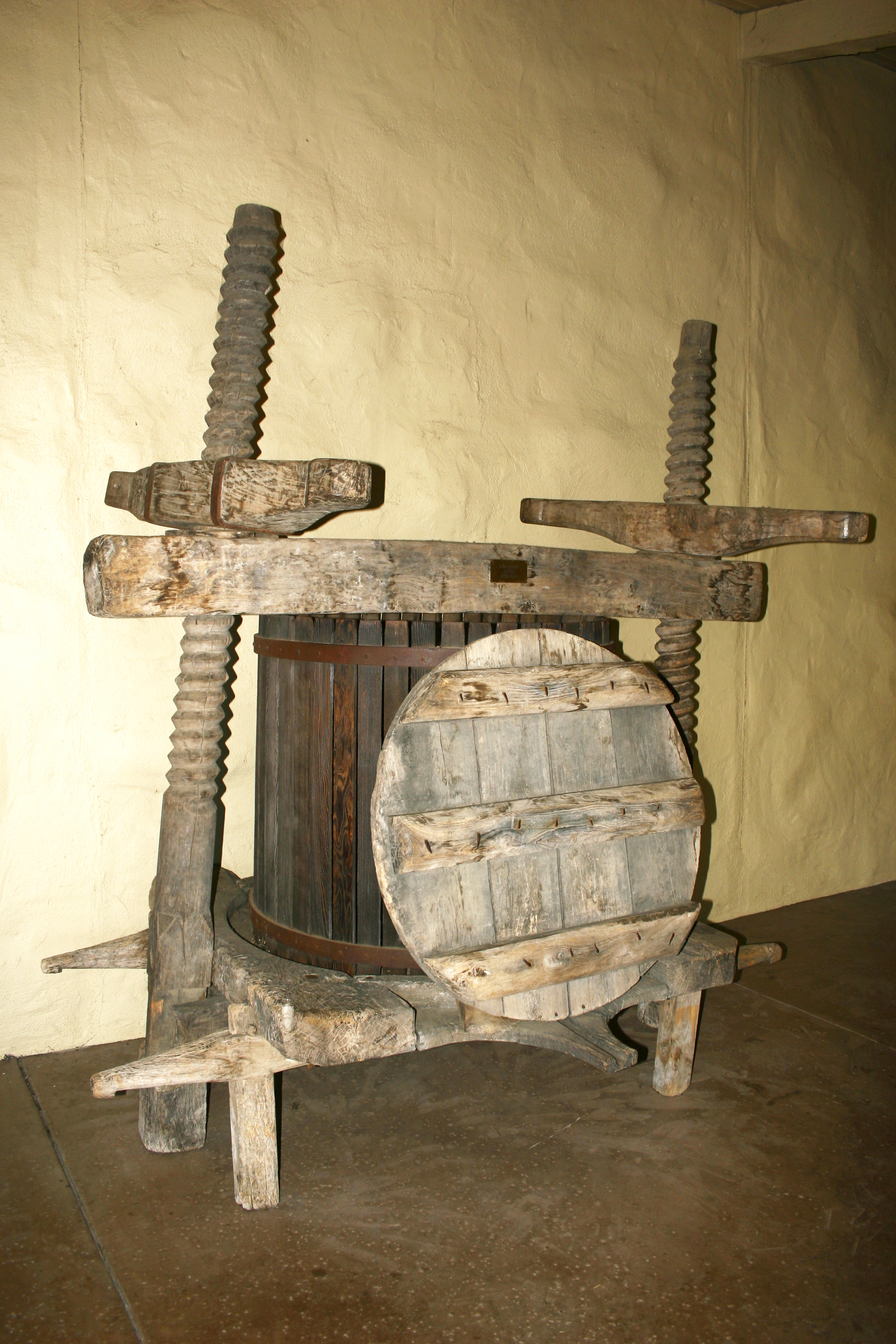
چرخشت سدهٔ شانزدهم

چرخُشت (به انگلیسی: Wine press) دستگاهی‌است که برای اَفشره‌گیری از انگور له شده در حینِ ساخت شراب استفاده می‌شود. انواع گوناگونی از چرخشت‌ها را شراب سازان استفاده می‌‌کنند، ولی کارکرد همه آنها مثلِ هم است. هر مدل از چرخشتْ فشارِ کنترل شده‌ای به کار می‌برد تا آب را از میوه (به طورِ معمول، انگور) بگیرد. فشار باید کنترل شود، به ویژه برای انگور، تا از له شدن هسته و آزاد شدن مقدارِ زیاد و ناخواسته از تانن به شراب جلوگیری شود. قدمتِ ساختِ شراب دستکم به ۶۰۰۰ سال پیش از میلاد می‌رسد. در سال ۲۰۱۱، یک چرخشت که متعلق به ۶۰۰۰ سال پیش از میلاد بود، در ارمنستان از زیرِ خاک بیرون کشیده شد.

## نگارخانه

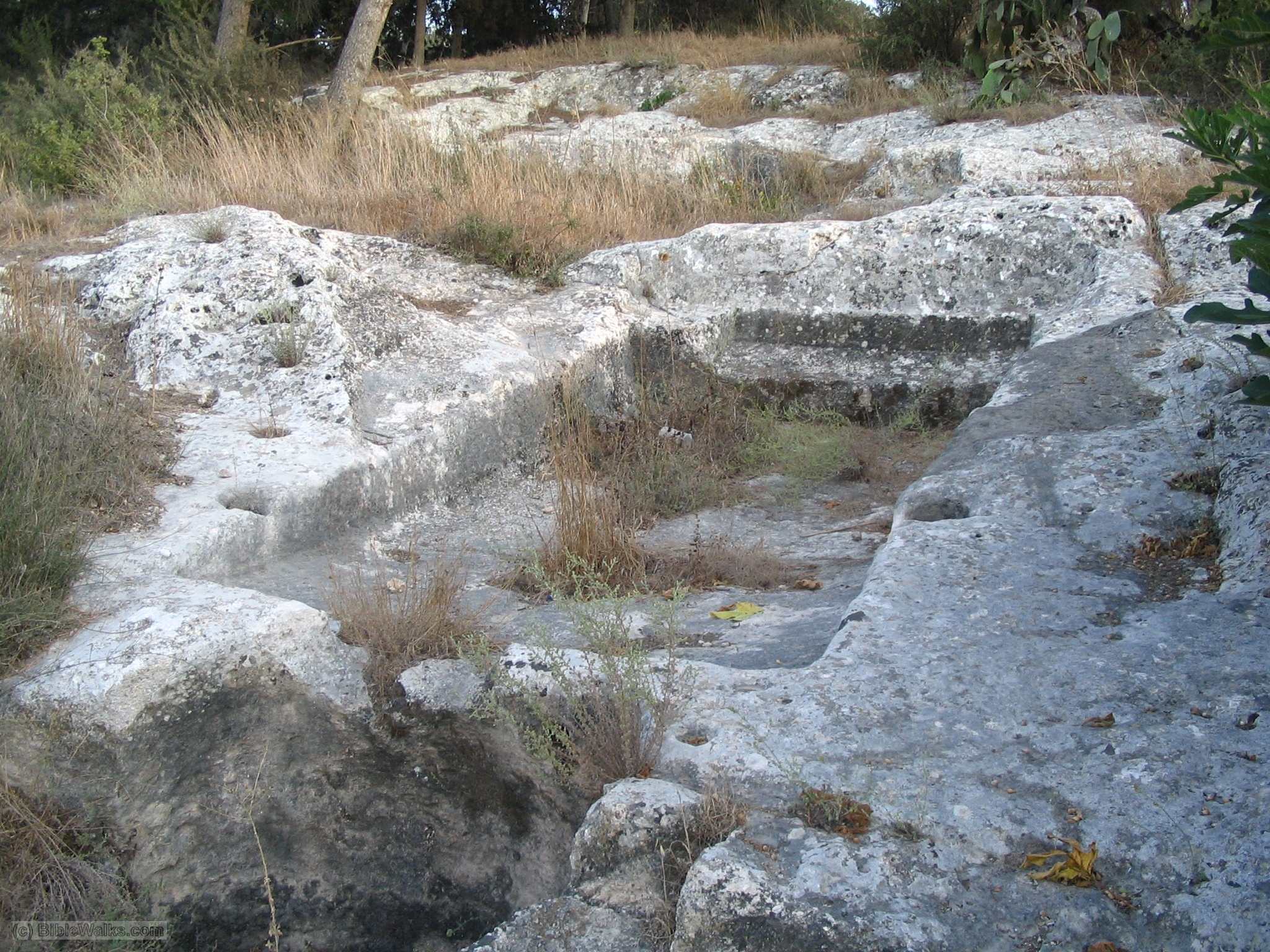
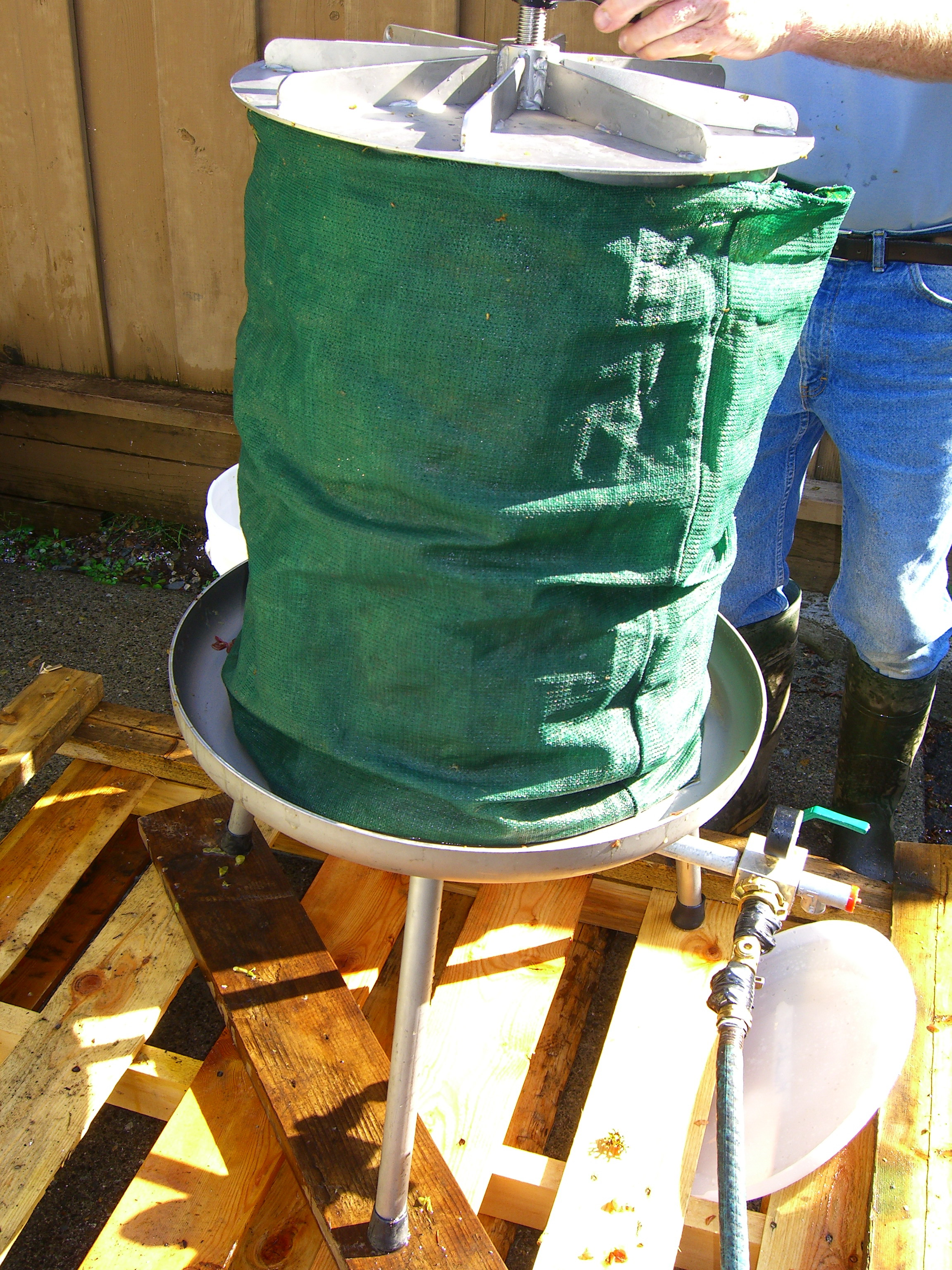
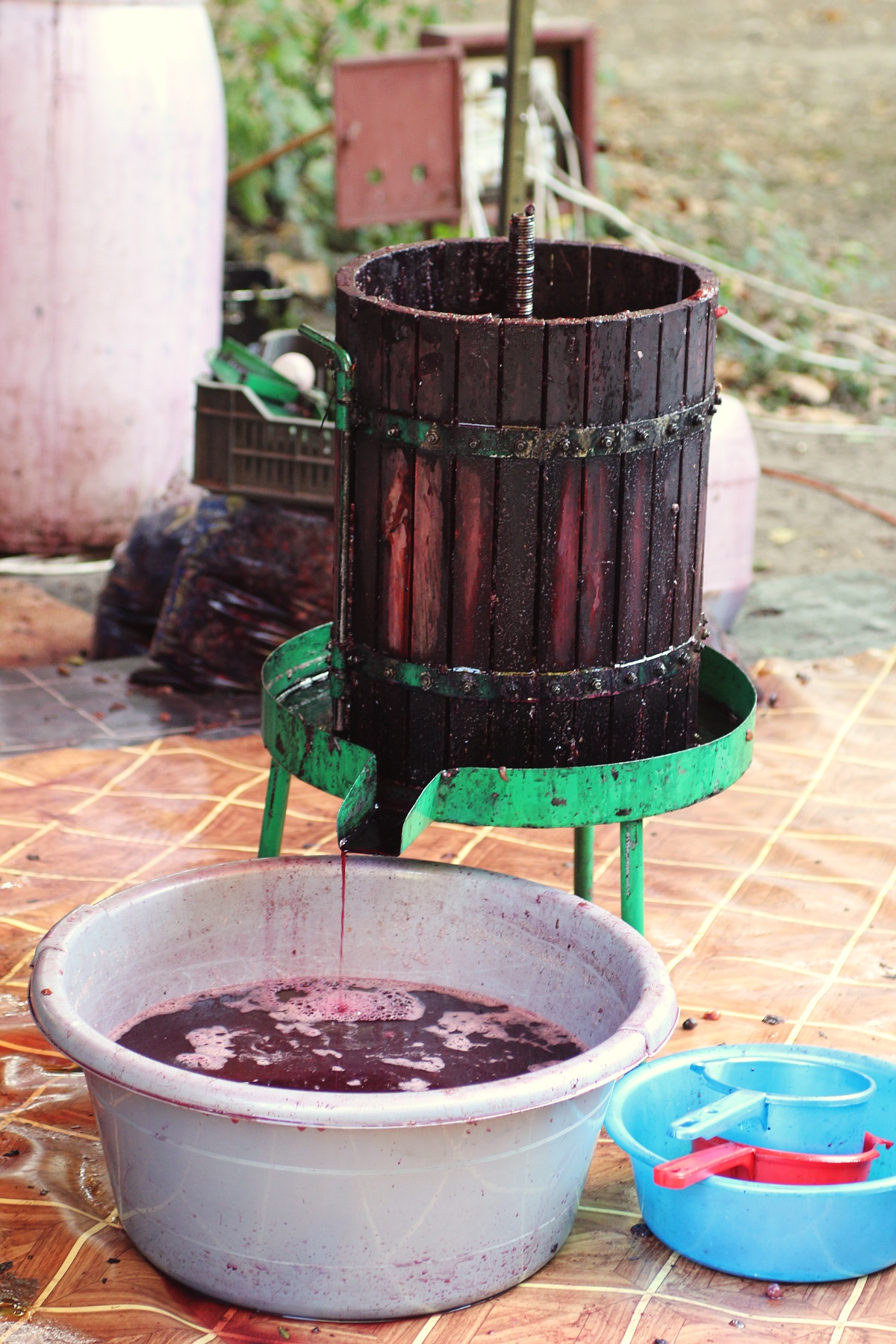

## جستار های وابسته
- ظروف شرابخوری